# Vera Carvalho Assumpção
Vera Carvalho Assumpção é uma escritora brasileira, natural de São Paulo, filha de João de Carvalho, autor do livro "Prêmio Centenário de Fernando Pessoa", um ensaio literário que explora a vida e obra do poeta Fernando Pessoa. Reconhecida principalmente pelos romances policiais protagonizados pela detetive Dagmar Castro e o detetive Alyrio Cobra. Atua também na literatura infantojuvenil, em contos para antologias e em produções digitais. Recebeu prêmios como o *Prêmio Ecos de Literatura* e o *Prêmio Aberst de Literatura*, além de integrar feiras e coletâneas do gênero policial e contemporâneo.

## Biografia e obra
Nascida em São Paulo, Vera interessou-se pela literatura desde cedo, influenciada por autores como Conan Doyle e Agatha Christie. Publicou romances como Paisagens Noturnas, Rigor da Forma, Peças Fragilizadas, Royal Destiny, Serpente Tatuada, Mandalas Translúcidas, Imagem Restaurada e Os Fantasmas de Cavendish.
Na literatura infantojuvenil, é autora de obras como Viagem Virtual e Na Caravela Virtual (Editora Larousse), Caldeirão de Raças (Prumo) e Estrela Estela (Mais Que Palavras).
Publicou a Estranha Biografia do Padre Ezequiel do Rosário

## Antologias, contos e prêmios
Vera participou de antologias como Geração Subzero (2012), este foi um projeto que visava também apoiar uma ONG que incentiva crianças e jovens moradores de favelas do Rio de Janeiro a descobrirem o prazer da leitura. Essa ONG é a “Ler é Dez – Leia Favela”, O Melhor do Crime Nacional (2019), além de coletâneas da Editora Astronauta e de concursos promovidos por editoras brasileiras e argentinas.
2019 ganhou o segundo lugar do prêmio Bunkyo de Literatura com o seu livro Royal Destiny.  
Em sua trajetória no *Prêmio Ecos da Literatura*, foi reconhecida em diversas edições:
- Em 2019, venceu na categoria **melhor e-book** com Topázio Azul, primeiro romance protagonizado pela detetive Dagmar Castro.
- Em 2022, conquistou os prêmios de **melhor livro digital** e **melhor capa** com Terninho Cor de Vinho.
- Em 2024, venceu em **primeiro lugar como melhor livro nacional** com o romance Royal Destiny.[10]

Também foi vencedora do *Prêmio Aberst de Literatura*, sendo reconhecida pela qualidade da obra digital e por sua contribuição ao gênero policial.

## Participações em eventos
Entre suas participações destacam-se:
- Mesa “Detetives de Ficção: ontem e hoje” no Porto Alegre Noir (2018)
- Realizou palestra sobre "Narrativa Policial" na Academia Mineira de Letras (2019) [13]
- Festival Buenos Aires Negra (BAN), em 2016
- Quinta Noir – Flipoços (2019)